# Saproscincus tetradactylus
Saproscincus tetradactylus är en ödleart som beskrevs av  Allen E. Greer och KLUGE 1980. Saproscincus tetradactylus ingår i släktet Saproscincus och familjen skinkar. Inga underarter finns listade i Catalogue of Life.